# Landesversicherungsamt Nordrhein-Westfalen
Das Landesversicherungsamt Nordrhein-Westfalen war bis zum 31. Dezember 2007 eine Landesoberbehörde im Geschäftsbereich des Ministeriums für Arbeit, Gesundheit und Soziales mit Sitz in Essen. Sie wurde durch Gesetz vom 14. Dezember 1989 zum 1. Januar 1990 mit gleichzeitiger Eingliederung des Oberversicherungsamtes errichtet und zum 1. Januar 2008 im Zuge der Verwaltungsmodernisierung aufgelöst und in das Ministerium für Arbeit, Gesundheit und Soziales des Landes Nordrhein-Westfalen eingegliedert, das auch die Aufgaben übernommen hat. Das sind im Einzelnen:
- Rechtsaufsicht gem. § 87 Abs. 1 SGB IV über die landesunmittelbaren Sozialversicherungsträger in Nordrhein-Westfalen, die ihre Aufgaben als Körperschaften des öffentlichen Rechts mit Selbstverwaltung in eigener Verantwortung wahrnehmen
- zuständige Stelle nach § 73 Berufsbildungsgesetz (BBiG) für den Ausbildungsberuf des Sozialversicherungsfachangestellten im Bereich aller landesunmittelbaren Sozialversicherungsträger
- Prüfung nach den §§ 274 bzw. 281 Abs. 3 SGB V und § 46 Abs. 6 SGB XI  der Geschäfts-, Rechnungs- und Betriebsführung der landesunmittelbaren Kranken- und Pflegekassen, der Landesverbände der Kranken- und Pflegeversicherung, der landesunmittelbaren landwirtschaftlichen Sozialversicherungsträger, der Medizinischen Dienste der Krankenversicherung (MDK), der Kassenärztlichen und Kassenzahnärztlichen Vereinigungen, der Ausschüsse und Geschäftsstellen nach § 106 SGB V
- Teilbereiche des Risikostrukturausgleichs bei den landesunmittelbaren Krankenkassen.